# Péninsule de Sõrve
La péninsule de Sõrve (estonien : Sõrve poolsaar) est une péninsule qui forme la partie la plus méridionale de l'île estonienne de Saaremaa. Elle mesure 32 km de longueur et 10 km dans sa partie la plus large. Elle se trouve au nord du détroit d'Irbe, l'entrée principale du Golfe de Riga dans la mer Baltique.
Historiquement la péninsule a une grande importance militaire car elle domine l'Irbe Strait et la route maritime vers Riga. Dans la première partie du XXe siècle de puissantes batteries côtières sont installées sur la péninsule par l'Empire russe jusqu'en 1917 (lors de sa capture par les Allemands) puis par l'URSS après 1940. Durant la Seconde Guerre mondiale, la péninsule est le lieu de combats importants entre les forces allemandes et soviétiques, d'abord en 1941 avec les allemands attaquant les soviétiques puis durant l'opération Moonsund en 1944 avec les rôles inversés. De nombreuses bombes non explosées sont toujours présentes.
La péninsule de Sõrve est également connue pour sa faune et sa flore.
Environ quatre cents personnes y vivent tout au long de l'année mais la plupart d'entre elles sont à la retraite. Avant la guerre Sõrve était la région d'Estonie la plus densément peuplée.

## Climat
| Mois                                  | jan.       | fév.       | mars       | avril      | mai       | juin     | jui.     | août      | sep.      | oct.      | nov.      | déc.       | année                     |
| ------------------------------------- | ---------- | ---------- | ---------- | ---------- | --------- | -------- | -------- | --------- | --------- | --------- | --------- | ---------- | ------------------------- |
| Température minimale moyenne (°C)     | −2,4       | −3,3       | −1,7       | 2,2        | 6,9       | 11,6     | 14,8     | 15        | 11,6      | 6,7       | 3         | −0,2       | 5,3                       |
| Température moyenne (°C)              | −0,5       | −1,4       | 0,4        | 4,4        | 9,6       | 14,2     | 17,5     | 17,6      | 13,9      | 8,7       | 4,7       | 1,6        | 7,5                       |
| Température maximale moyenne (°C)     | 1,2        | 0,4        | 2,4        | 7,2        | 12,9      | 17,2     | 20,4     | 20,1      | 16,1      | 10,7      | 6,3       | 3,3        | 9,8                       |
| Record de froid (°C) date du record   | −29,5 1987 | −29,7 1940 | −26,4 1942 | −14,4 1963 | −4,6 1935 | 1,4 1977 | 5,5 1995 | 6 1984    | −0,3 1931 | −5,3 1968 | −11 1909  | −24,1 1978 | −29,7 1940                |
| Record de chaleur (°C) date du record | 7,9 2007   | 8,8 2020   | 13,2 2007  | 20,9 1993  | 26,8 2018 | 30 1935  | 30 1914  | 28,5 1911 | 25,3 1968 | 18,7 1938 | 14,3 2020 | 10,1 2006  | 30 26/6/1935 et 11/7/1914 |
| Précipitations (mm)                   | 41         | 33         | 31         | 28         | 38        | 48       | 62       | 75        | 53        | 70        | 64        | 47         | 590                       |
| Nombre de jours avec précipitations   | 10         | 7          | 8          | 7          | 6         | 7        | 8        | 9         | 11        | 12        | 14        | 12         | 112                       |
| Humidité relative (%)                 | 87         | 87         | 84         | 82         | 80        | 82       | 82       | 81        | 82        | 83        | 87        | 86         | 84                        |

| Diagramme climatique                                  |           |           |          |           |            |            |          |            |           |        |           |
| J                                                     | F         | M         | A        | M         | J          | J          | A        | S          | O         | N      | D         |
| 1,2−2,441                                             | 0,4−3,333 | 2,4−1,731 | 7,22,228 | 12,96,938 | 17,211,648 | 20,414,862 | 20,11575 | 16,111,653 | 10,76,770 | 6,3364 | 3,3−0,247 |
| Moyennes : • Temp. maxi et mini °C • Précipitation mm |           |           |          |           |            |            |          |            |           |        |           |

## Phare

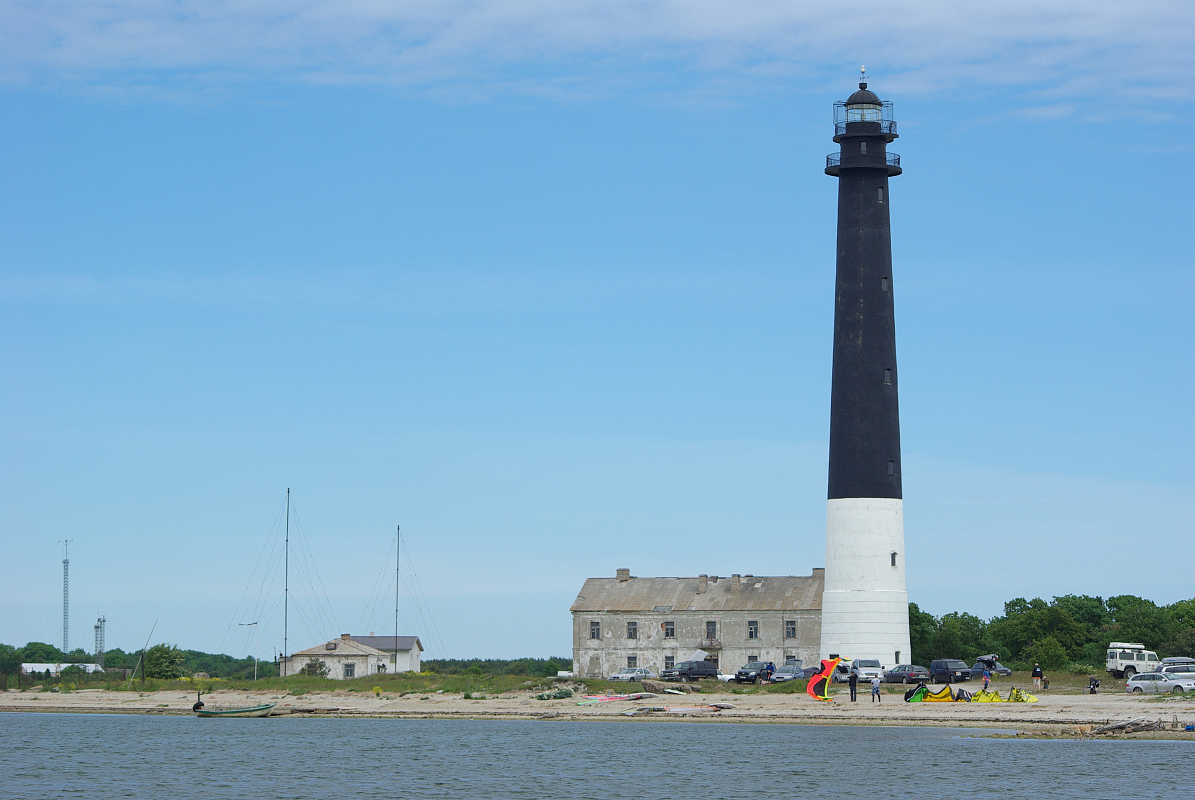
Vue du phare de Sõrve depuis la pointe de la péninsule.

Le phare actuel situé sur la pointe de Sõrve est une tour cylindrique en béton construite en 1960 pour remplacer l'ancienne tour carrée en pierre construite en 1770 et détruite en 1944. En 1945 un phare temporaire en bois est construit.

Panorama de la pointe sud de la péninsule de Sõrve avec le phare au centre. La construction ronde en bas à gauche est le reste d'un emplacement pour un canon de 12 pouces de l'Empire Russe capturé par l'armée allemande en 1917.